# Le Colosse de Maroussi

Le Colosse de Maroussi (The Colossus of Maroussi) est un livre de voyage de Henry Miller publié en 1941 par Colt Press à San Francisco. 

## Résumé
C’est le récit du voyage fait par Miller en Grèce en 1939, où il rencontre notamment Georges Katsimbalis, écrivain et conteur, devenu désormais une figure mythique des lettres grecques contemporaines.
En 1939, alors que la Seconde Guerre mondiale approche, Miller quitte Paris où il vit depuis neuf ans, et se rend en Grèce à l’invitation de son ami l’écrivain Lawrence Durrell, qui habite alors à Corfou. Miller passe neuf mois en Grèce, se rendant notamment en Crète, à Delphes et dans plusieurs îles. C’est contre son gré qu’il doit quitter le pays en décembre 1939 pour rentrer aux États-Unis.
Le livre est un véritable hymne à la beauté de la Grèce et à son pouvoir de révélation de l’être humain. « La lumière de la Grèce m’a ouvert les yeux ; elle a pénétré mes pores et dilaté tout mon être », écrit Henry Miller. 
Le Colosse de Maroussi a été traduit en français par Georges Belmont en 1948 pour les éditions du Chêne.